# Ultimate Fighting Championship
Ultimate Fighting Championship (UFC) је организација борби мешовитих борилачких вештина. Седиште организације налази се у америчком граду Лас Вегасу (савезна држава Невада), која је у власништву матичне компаније Ендевур. То је највећа ММА промоција на свету и представља најбоље рангиране борце спорта. Основана у САД, УФЦ организује догађаје широм света који приказују једанаест различитих тежинских категорија по Unified Rules of Mixed Martial Arts правилима. До почетка 2017. године, УФЦ је одржао преко 400 догађаја. Дејна Вајт је председник организације. Он је на том месту од 2001. године; под лидерством Дејне Вајта УФЦ је прерастао у глобално популарно мултимилијардерско предузеће.
Прве борбе у УФЦ почеле су 12. новембара 1993. године у Лас Вегасу, САД. Сврха ранијих Ултимат фајт шампионата је била да пронађе најефикаснију борилачку вештину у такмичењу са минималним правилима између такмичара различитих борилачких дисциплина као што је бокс, бразилска џиу-џица, самбо, рвање, Муај Таи, карате и џудо. У каснијим такмичењима, борци су почели да усвајају корисне технике од више различитих дисциплина, што је индиректно довело до тотално другачијег стила борбе који је данас познат као мешане борилачке вештине. Године 2016, УФЦ-ова матична компанија, Зуфа, је продата Вилијаму Морису Ендевуру за 4,2 милијарде долара.

## = Рано такмичење: почетак 1993. године
Арт Дејви је предложио Џону Милијусу и Рориону Грејсију елиминациони турнир у једној борби од осам такмичара, који би се звао "Рат светова". Инспирација за турнир су акциони видео снимци које је снимала Грејси фамилија из Бразила која је приказивала како њени студенти побеђују мајсторе борилачких вештина из разних дисциплина, као што су карате, кунг-фу и кик-бокс. Турнир би такође приказао борце из различитих дисциплина како се супротстављају у борби без правила да би пронашли најбољу борилачку вештину и да би поновили узбудљивост коју је Дејви видео на снимцима.
Први догађај који је организован, касније назван УФЦ 1, био је у Мекниколс Спортској Арени у Денверу, Колорадо 12. новембра 1993. године. Догађај је понудио решење на питања обожаваоца спорта као што су "Да ли рвач може да победи боксера?". Као и у великој већини борилачких вештина у то време, борци су обично имали вештина у само једном дисциплини и јако мало искуства против противника са другачијим вештинама. Телевизијски пренос је истакао кик-боксере Патрика Смита и Кевина Росијера, савате борца Џерарда Гордуа, карате експерта Зана Фрејзера, шутфајтера Кена Шамрока, сумо рвача Тајла Тули, боксера Арта Џимерсона и носиоца црног појаса у џијуџици Ројса Грејсија - млађег брата суоснивача УФЦ-а Рориона, кога је он лично изабрао да представља њихову фамилију у такмичењу. Ројси Грејсијеве вештине дављења су се показале као најефективнији на турниру инагурације и зарадиле му прву УФЦ титулу, након што је удавио Џимерсона, Шамрока и Гордоа, редом. Шоу се показао екстремно успешним након што је имао 86,592 претплатника.
Није јасно да ли су организатори имали намеру да догађај постане почетак серије догађаја. "Тај шоу је требало да се одржи само једном", изјавио је евентуални УФЦ председник Дејна Вајт. "Показао се јако добро са претплатницима па су одлучили да одрже још један, па још један. Ниједном ни у милион година не би тим момцима пало на памет да стварају нов спорт.". Без тежинских категорија, често се дешавало да се борци супростављају јако крупнијим противницима. Кејт "Огромни убица" Хекни се супротставио Емануку Јарброуфу на УФЦ 3 догађају. Разлика између њих двојице је у висини била 23 центиметара а у тежини 180 килограма.
 Многи борци су веровали да техника може савладати супериорније физичке особине и да способан борац може искористити противникове физичке аспекте против њега. Самим тим што је Ројси Грејси, који је тада тежио 79 килограма, победио у три од прва четири догађаја, УФЦ је брзо доказао да величина не мора увек да предодређује исход борбе.

#### Појава строжих правила
Иако је УФЦ користио фразу "Нема правила" раних 90-их година, он је ипак функционисао са одређеним правилима. Било је забрањено уједање и убадање у очи а са друге стране било је дозвољено вучење за косу, ударање главом, ударац у међуножје и фиш-хукинг (цепање уста противнику).
У квалификационом мечу за УФЦ 4, такмичари Џејсон Феирн и Гај Мезгер су се договорили да се не вуку за косу - обојица су имали коњске репове који су били завезани за време борбе. У том истом догађају борба између Кејта Хејнкија и Џо Сона је остала упамћена по томе што је Хејнки извршио серију удараца противнику у међуножје док је овај лежао на поду.

### Контроверзе и реформе: касне 90-е
Насилна природа овог спорта у успону брзо је привукла пажњу власти САД.
1996. године, сенатор Џон Мекејн је погледао снимак првих УФЦ догађаја и моментално их означио као одвратне. Мекејн је лично повео кампању да се УФЦ забрани, називајући га „људском борбом петлова” и послао је писма гувернерима свих 50 држава захтевајући од њих да забране догађај.
Тридесет и шест држава је забранило борбу без правила, укључујући и Њујорк, који је усвојио забрану на вече УФЦ-а 12, који је тад морао да се пресели у Дотхан, Алабама. УФЦ је наставио са емитовањем, али број претплатника је постао миноран у односу на раније резултате.
Као одговор на критике, УФЦ је појачао сарадњу са државним атлетским комисијама и реорганизовао своја правила. УФЦ 12 је увео тежинске категорије и забрану фиш-хукинга. За УФЦ 14, рукавице су постале обавезне, док су ударци ногом у главу док противник лежи забрањени. УФЦ 15 је увео ограничења вучења за косу и забрану удараца у потиљак и задњи део главе, ударце главом, манипулације над малим зглобовима и ударце у међуножје. Са петоминутним рундама које су уведене на УФЦ 21, УФЦ је постепено али сигурно постајао спорт.

### Зуфа ера: ране 2000-е
Након дуге борбе да избегну санкционисање, матична фирма је стајала на ивици банкрота, када су Стејшн Казинос власници Френк и Лоренцо Фертита и њихов пословни партнер Дејна Вајт пришли 2000-е године са понудом да купе УФЦ. Месец дана касније, у јануару 2001. године, браћа Фертита су купили УФЦ за 2 милиона долара и креирали Зуфа ЛЛЦ као матичну компанију која контролише УФЦ.

### Повећана популарност и раст: средње 2000-е
Са повећаном видљивошћу, број УФЦ претплатника је експлодирао. УФЦ 52, први догађај после прве сезоне Ултимат Фајтера, привукао је чак 300.000 претплатника, што је дупло више него претходни рекорд од 150.000 који је постављен на УФЦ 40. После друге сезоне Ултимат Фајтера, догађај УФЦ 57 је привукао чак 410.000 претплатника.
Остатак 2006. године, број претплатника је наставио да се ненормално увећава, са чак 620.000 претплатника за УФЦ 60, који је истакао Ројси Грејсија у својој првој ММА борби после једанаест година и 775.000 претплатника за УФЦ 61 који је истакао борбу Кена Шамрока и Тито Ортиза, тренере из Ултимат Фајтера 3. Организација је поставила рекорд после УФЦ 66, тиме што је достигла преко милион претплатника.
Популарност овог спорта је је такође примећена од стране кладионичарских заједница као што су BodogLife.com. Сајт за онлајн клађење, је изјавио у јулу 2007. године да ће УФЦ ускоро престићи бокс први пут у историји у кладионичарским залозима. У ствари, УФЦ је већ пробио рекорде претплатничке индустрије до тада за само једну годину пословања. Обрт 2006. године је износио 222.766.000 долара, престижући и бокс и ВВЕ.
УФЦ је наставио свој рапидни раст са Роџером Хуертом на насловници Спортс Илустрејтед и Чаком Лиделом на насловници ЕСПН Д Магазин-а у мају 2007. године.

#### Преузимање Прајда и интеграција
2007. године, марта 27. УФЦ и њихов јапански ривал Прајд Фајтинг Чемпјншип су најавили договор у коме би већински власници УФЦ-а, Френк и Лоренцо Фертита, преузели односно купили Прајд бренд.
Почетне намере за обе организације су биле да раде одвојено али да организују догађаје који би истакли шампионе и најбоље рангиране борце из обе организације. Ипак, после преузимања Прајда, Дејна Вајт је осећао да Прајд-ов модел није одржив. Организација није знала шта да ради са многим бившим Прајд борцима као што су Антонио Родриго Ногиуера, Маурисио Руа, Ден Хендерсон, Мирко Филиповић, Вандерлеј Силва и остали који су већ прилагођени под УФЦ брендом.
Најпознатији борци међу УФЦ публиком - после Прајдовог преузимања су били Андерсон Силва, Џон Фич, Лијото Макида, Каин Веласкез и Џон Џонес.

### УФЦ 100 и континуални успон: касне 2000-е - средње 2010-е
Пробијен је још један рекорд популарности 2009. године на УФЦ 100 и на десет догагађаја које су претходили укључујући УФЦ 90.91.92,94 и 98. УФЦ 100 је представљао огроман успех имајући 1,6 милиона претплатника. Борбе те вечери су биле: бивши шампион у рвању Брок Леснар и његов реванш против бившег УФЦ шампиона тешке категорије Франка Мира, Канађанин Џорџ Сентпјер против бразилца Тијага Алвеса и Ден Хендерсон против Британца Мајкла Биспинга у средњој категорији, две године након што су били противнички тренери на Ултимат Фајтер: Јунајтед Стејтс против Јунајтед Кингдм.
Након УФЦ 100 уследила је мала стагнација раста популарности. Међутим, стање је полако почело да се поправља након прве четвртине 2010. године када су шампиони Џорџ Сентпјер и Андерсон Силва одбранили своје титуле као и Лијото Макидин први пораз у каријери од стране Шоган Руа за УФЦ лајт-хевивејт шампионску титулу. Након тих борби догодио се веома занимљив сукоб између бивших УФЦ шампиона и ривала Рашада Иванса и Квинтон Џексона - противничких тренера на Ултимат Фајтер 10 - на УФЦ 114, представљајући први догађај вечери којег су водили афроамериканци. Догађај је инкасирао преко милион претплатника и Иванс је обезбедио победу одлуком судија.

##### Женски ММА
16. новембра 2012. године, на вече УФЦ 154: Ст.Пијер против Кондита, Дејна Вајт потврдио је са Џимом Ромом да ће УФЦ ускоро увести женско ММА такмичење и обелоданио потписивање са првим женским борцем у УФЦ, Стајкфорс бантамвејт шампионком Рондом Раузи. Она је затим постала први женски УФЦ шампион, први олимпијски носилац медаље са УФЦ титулом и прва жена која је бранила УФЦ титулу. Она је успешно бранила њену титулу шест пута односно била је шампион 1,074 дана, пре него што је брутално поражена од стране Холи Холм 15. новембра 2015. године на догађају УФЦ 193.

#### Увођење УСАДА
1. јула 2015. године, покренут је УФЦ Анти-допинг програм, којег је водила Јунајтед Стејтс Анти-допинг Агенција позната и као "УСАДА" да би заштитила права свих "чистих" бораца у УФЦ.

## Правила
Тренутна правила Ултимат фајт чемпјншипа су креирана од стране атлетског контролног одбора Њу Џерзија.. Сет "Јунифајт рулз оф микс маршл арц" које је Њу Џерзи успоставио су адаптирана и у осталим државама које правно регулишу домен ММА: Невада, Луизијана и Калифорнија. Ова правила се користе и у осталим промоцијама широм САД, постајући обавезна за те државе које су примиле правила и тако су постала де факто стандард за професионални ММА широм земље.

### Рунде
УФЦ борбе варирају у максималној дужини, зависећи од тога да ли је борба за шампионску титулу или је главна борба вечери. У свим борбама, свака рунда не може бити дужа од пет минута. Борбе за титулу трају максимално пет рунди. Од УФЦ 138, главне борбе вечери иако нису за титулу трају такође максимално пет рунди. Борбе које нису главне или шампионске могу трајати максимално три рунде.

### Кавез
УФЦ борбе се одржавају у осмоугаоном рингу који се званично назива "Октагон". Првенствено, УФЦ је заштитио права на октагон и забрањивао је осталим промоцијама да га користе за своје потребе, али 2001. године Зуфа је дозволила осталим промоцијама да користе октагоналне кавезе, у циљу развоја младог спорта. Данас, Зуфа поседује ексклузивно право да користи назив "Октагон".

### Одећа
Сви такмичари се боре у одобреним шорцевима без обуће. Горњи делови су дозвољени само женским такмичарима. Обавезна безбедносна опрема обухвата тапациране рукавице, штитник за уста и суспензор за гениталије. Отворене рукавице морају да имају барем један инч облоге око песнице, који дозвољава прстима да "ухвате". Опрема бораца је проверена сваки пут пре дозволе уласка у ринг.

## Тежинске категорије/тренутни шампиони
УФЦ тренутно користи девет различитих тежинских категорија. Тренутни шампиони УФЦ-а: 
| Назив тежинске категорије | Минимална тежина (фунта) | Горња граница | Горња граница     | Горња граница | Пол    | Тренутни шампион       | Датум освајања      | Дана задржано | Одбране | Следећа борба           |
| Назив тежинске категорије | Минимална тежина (фунта) | у фунтама(лб) | у килограмима(кг) | у стоун(ст)   | Пол    | Тренутни шампион       | Датум освајања      | Дана задржано | Одбране | Следећа борба           |
| ------------------------- | ------------------------ | ------------- | ----------------- | ------------- | ------ | ---------------------- | ------------------- | ------------- | ------- | ----------------------- |
| Стровејт                  | Нема                     | 115           | 52.2              | 8 ст 3 лб     | Женско | Женг Вајли             | 13. новембар 2022.  | 914           | 3       | (БН)                    |
| Флајвејт                  | 116                      | 125           | 56.7              | 8 ст 13 лб    | Мушко  | Александар Пантоја     | 8. јул 2023.        | 677           | 4       | (БН)                    |
| Флајвејт                  | 116                      | 125           | 56.7              | 8 ст 13 лб    | Женско | Валентина Шевченко     | 14. септембар 2024. | 243           | 1       | (БН)                    |
| Бантамвејт                | 126                      | 135           | 61.2              | 9 ст 9 лб     | Мушко  | Мераб Двалишвили       | 14. септембар 2024. | 243           | 1       | ( Шон О'Мели УФЦ 316)   |
| Бантамвејт                | 126                      | 135           | 61.2              | 9 ст 9 лб     | Женско | Јулијана Пења          | 5. октобар 2024.    | 222           | -       | (Кејла Харисон УФЦ 316) |
| Федрвејт                  | 136                      | 145           | 65.8              | 10 ст 5 лб    | Мушко  | Александар Волкановски | 12. април 2025.     | 33            | -       | (БН)                    |
| Лајтвејт                  | 146                      | 155           | 70.3              | 11 ст 1 лб    | Мушко  | Илија Топурија         | 28. јул 2025.       | 6             | -       | (БН)                    |
| Велтервејт                | 156                      | 170           | 77.1              | 12 ст 2 лб    | Мушко  | Џек Дела Мадалена      | 10. мај 2025.       | 5             | -       | (БН)                    |
| Мидлвејт                  | 171                      | 185           | 83.9              | 13 st 3 lb    | Мушко  | Дрикус Ду Плесис       | 20. јануар 2024.    | 481           | 2       | (Хамзат Чимаев УФЦ 319) |
| Лајт Хевивејт             | 186                      | 205           | 93.0              | 14 pp. 9 лб   | Мушко  | Магомед Анкалаев       | 8. март 2025.       | 68            | -       | (БН)                    |
| Хевивејт                  | 206                      | 265           | 120.2             | 18 ст 13 лб   | Мушко  | Џон Џоунс              | 4. март 2023.       | 803           | 1       | (БН)                    |